# Merjosari
Merjosari is een bestuurslaag in het regentschap Malang van de provincie Oost-Java, Indonesië. Merjosari telt 18.094 inwoners (volkstelling 2010).